# Nolan Patrick
Nolan Patrick (* 19. September 1998 in Winnipeg, Manitoba) ist ein kanadischer Eishockeyspieler, der zuletzt bis Juli 2023 bei den Vegas Golden Knights aus der National Hockey League unter Vertrag stand. Im NHL Entry Draft 2017 wurde der Center an zweiter Gesamtposition von den Philadelphia Flyers ausgewählt, bei denen er in der Folge vier Jahre verbrachte.

## Karriere

### Jugend
Nolan Patrick wurde in Winnipeg geboren und spielte in seiner Jugend für die Winnipeg Hawks in regionalen Juniorenligen. In der Saison 2012/13 gelangen ihm dabei 33 Tore und 42 Vorlagen in nur 19 Spielen, wobei er knapp die Hälfte der Spielzeit aufgrund einer Verletzung verpasst hatte. In der Folge wurde der Mittelstürmer im Bantam Draft 2013 der Western Hockey League (WHL), einer der drei bedeutendsten kanadischen Juniorenligen an vierter Position von den Brandon Wheat Kings ausgewählt und von dem Team im August 2013 unter Vertrag genommen. Die anschließende Spielzeit begann Patrick jedoch bei den Winnipeg Thrashers, bevor er im Dezember 2013 erstmals für die Wheat Kings zum Einsatz kommen sollte und dies allerdings aufgrund einer Schulterverletzung nicht möglich war. Im Anschluss kehrte er vorerst zu den Thrashers zurück, sodass er sein WHL-Debüt in Brandon erst im März 2014 gab, wobei der Kanadier in der Folge auf drei Einsätze in der regulären Saison sowie neun Playoff-Spiele kam, in denen er einen Scorerpunkt verbuchte.
Mit Beginn der Saison 2014/15 kam Patrick dauerhaft für die Wheat Kings in der WHL zum Einsatz und etablierte sich dort schnell als regelmäßiger Scorer, sodass er sein Heimatland mit dem Team Canada Red bei der World U-17 Hockey Challenge 2014 im November vertrat und dort den sechsten Platz belegte. Am Ende der Spielzeit erreichte der Angreifer einen Punkteschnitt von über 1,0 (56 in 55 Spielen) und wurde mit der Jim Piggott Memorial Trophy als bester Rookie der WHL geehrt, obwohl er erneut 17 Spiele aufgrund einer Verletzung verpasst hatte. Im Sommer 2015 gewann er zudem mit der kanadischen U18-Auswahl die Goldmedaille beim Ivan Hlinka Memorial Tournament 2015.
Der Durchbruch in der WHL gelang Patrick in der Folgesaison 2015/16, als er sich mit 102 Punkten auf Rang fünf der Scorerliste platzieren konnte. Ferner hatte er als Topscorer (30; gemeinsam mit Jayce Hawryluk) der anschließenden Playoffs bedeutenden Anteil am Gewinn des Ed Chynoweth Cups seiner Mannschaft, sodass die Liga ihn als WHL Playoff MVP auszeichnete und darüber hinaus ins Second All-Star Team der Eastern Conference berief. Im anschließenden Memorial Cup 2016 scheiterten die Wheat Kings allerdings mit drei Niederlagen aus drei Spielen. Erst nach dem Ende der Saison wurde bekannt, dass Patrick sich bereits in Spiel 4 des Conference-Finales der WHL-Playoffs eine Hernie zugezogen und trotz der Verletzung alle folgenden Spiele absolviert hatte. Die Hernie wurde in der off-season operativ versorgt und der Kanadier mit Beginn der Spielzeit 2016/17 aus medizinischer Sicht für spielbereit erklärt, jedoch sorgten Nachwirkungen der Hernie für einen erneuten Ausfall des Angreifers nach nur sechs absolvierten Spielen. Nach 35 verpassten Spielen gab Patrick sein Comeback Mitte Januar und beendete die Saison mit 46 Punkten in 33 Spielen, wobei er die anschließenden Playoffs aufgrund einer Knieverletzung verpasste.

### NHL
Patrick galt als eines der herausragenden Talente für den NHL Entry Draft 2017 und wurde von allen relevanten Scouting-Agenturen an Position eins ihrer entsprechenden Ranglisten geführt. Zudem erhielt er von der Canadian Hockey League, dem Dachverband der drei großen kanadischen Juniorenligen, den CHL Top Draft Prospect Award. Allerdings äußerten einige Journalisten Zweifel hinsichtlich seiner wiederkehrenden Verletzungen und hielten auch einen anderen First Overall Draft Pick für möglich, insbesondere Nico Hischier. Schließlich wurde Hischier an Position eins von den New Jersey Devils und Patrick an Position zwei von den Philadelphia Flyers ausgewählt. Ende Juni wurde bekannt, dass sich Patrick knapp zwei Wochen vor dem Draft einer weiteren Operation zur Behandlung der Hernie unterziehen musste. Wenige Wochen nach dem Draft statteten die Flyers Patrick mit einem Einstiegsvertrag aus.
In seiner ersten Saison in der National Hockey League (NHL) absolvierte Patrick 73 Spiele und kam dabei auf 30 Scorerpunkte. Diese Leistungen bestätigte er im Folgejahr, bevor er aufgrund einer Migräneerkrankung die gesamte Spielzeit 2019/20 verpasste. Anschließend verlängerten die Flyers seinen auslaufenden Vertrag im Oktober 2020 um ein Jahr, ehe er im Januar 2021 sein Comeback nach über eineinhalb Jahren ohne NHL-Partie feierte. Im folgenden Juli 2021 gaben die Flyers seine Transferrechte jedoch kurz vor dem Auslaufen der Vertragszeit samt Philippe Myers an die Nashville Predators ab und erhielten im Gegenzug Ryan Ellis. Nashville wiederum transferierte selbige Rechte im Tausch für Cody Glass direkt weiter zu den Vegas Golden Knights. Die Golden Knights statteten den Kanadier im September 2021 schließlich mit einem mit 2,4 Millionen US-Dollar dotierten Zweijahresvertrag aus. Allerdings bestritt er auch in der Folgesaison 2021/22 nur 25 Partien, während er in der Spielzeit 2022/23 verletzungs- bzw. erkrankungsbedingt überhaupt nicht zum Einsatz kam. Mittlerweile gilt es als unwahrscheinlich, dass Patrick seine professionelle Karriere fortsetzen können wird. Sein Vertrag in Vegas lief im Juli 2023 aus.

## Erfolge und Auszeichnungen
| - 2015 Jim Piggott Memorial Trophy - 2016 Ed-Chynoweth-Cup-Gewinn mit den Brandon Wheat Kings - 2016 WHL Playoff MVP | - 2016 WHL (East) Second All-Star Team - 2017 CHL Top Draft Prospect Award |

### International
- 2015 Goldmedaille beim Ivan Hlinka Memorial Tournament

## Karrierestatistik
Stand: Ende der Saison 2022/23

### International
Vertrat Kanada bei:
- World U-17 Hockey Challenge 2014 (November)
- Ivan Hlinka Memorial Tournament 2015

(Legende zur Spielerstatistik: Sp oder GP = absolvierte Spiele; T oder G = erzielte Tore; V oder A = erzielte Assists; Pkt oder Pts = erzielte Scorerpunkte; SM oder PIM = erhaltene Strafminuten; +/− = Plus/Minus-Bilanz; PP = erzielte Überzahltore; SH = erzielte Unterzahltore; GW = erzielte Siegtore; 1 Play-downs/Relegation; Kursiv: Statistik nicht vollständig)

## Familie
Sein Vater Steve Patrick, dessen Bruder James Patrick sowie sein Onkel mütterlicherseits, Rich Chernomaz, waren allesamt professionelle Eishockeyspieler und dabei in der National Hockey League aktiv. Sein Großvater väterlicherseits, Stephen Patrick, spielte für die Winnipeg Blue Bombers in der Canadian Football League und war später Abgeordneter der Legislativversammlung von Manitoba.
Mit der ebenfalls aus der NHL bekannten Familie „Patrick“ um Lester, Lynn und Craig Patrick ist er allerdings nicht verwandt.